# Юнацький чемпіонат світу з важкої атлетики 2016
Юнацький чемпіонат світу з важкої атлетики 2016 відбувався на стадіоні SPICE arena в місті Пенанг (Малайзія) з 19 жовтня до 25 жовтня 2016 року.
Першість планети з важкої атлетики, що проходила під егідою IWF зібрала велику кількість учасників з різних країн світу. Детальні результати [Архівовано 4 листопада 2016 у Wayback Machine.] можна переглянути на сайті міжнародної федерації важкої атлетики.

## Підсумковий загальний залік країн за кількістю нагород перших 5 країн

### Чоловіки
| Місце | Країна   | Золото | Срібло | Бронза | Загалом |
| ----- | -------- | ------ | ------ | ------ | ------- |
| 1     | КНР      | 4      | 1      | 0      | 5       |
| 2     | Колумбія | 3      | 4      | 2      | 9       |
| 3     | Іран     | 3      | 3      | 3      | 9       |
| 4     | США      | 3      | 3      | 0      | 6       |
| 5     | Грузія   | 2      | 1      | 0      | 3       |

### Жінки
| Місце | Країна    | Золото | Срібло | Бронза | Загалом |
| ----- | --------- | ------ | ------ | ------ | ------- |
| 1     | КНР       | 11     | 3      | 2      | 16      |
| 2     | Колумбія  | 4      | 2      | 1      | 7       |
| 3     | Туреччина | 2      | 1      | 1      | 4       |
| 4     | Еквадор   | 2      | 0      | 0      | 2       |
| 5     | Україна   | 1      | 2      | 1      | 4       |

## Підсумковий розподіл місць за кількістю очок
| Rank | Team      | Points |
| ---- | --------- | ------ |
| 1    | Росія     | 489    |
| 2    | Іран      | 469    |
| 3    | Польща    | 456    |
| 4    | Туреччина | 437    |
| 5    | Колумбія  | 408    |
| 6    | США       | 392    |

| Rank | Team      | Points |
| ---- | --------- | ------ |
| 1    | КНР       | 473    |
| 2    | Туреччина | 419    |
| 3    | Таїланд   | 361    |
| 4    | США       | 350    |
| 5    | Колумбія  | 329    |
| 6    | Росія     | 302    |

## Встановлені світові рекорди
| Категорія | Вправа  | Ім'я спортсмена      | Результат, кг | Країна   |
| --------- | ------- | -------------------- | ------------- | -------- |
| До 69 кг  | Поштовх | Cummings Jr Clarence | 182           | США      |
| До 77 кг  | Ривок   | Lopez Lopez Yeison   | 157           | Колумбія |
| До 77 кг  | Ривок   | Lopez Lopez Yeison   | 160           | Колумбія |
| До 77 кг  | Поштовх | Lopez Lopez Yeison   | 191           | Колумбія |
| До 77 кг  | Сума    | Lopez Lopez Yeison   | 351           | Колумбія |

## Абсолютні чемпіони світу
| Стать    | Категорія | Ім'я спортсмена(спортсменки) | Країна   | Сума двоборства | Ривок | Поштовх |
| -------- | --------- | ---------------------------- | -------- | --------------- | ----- | ------- |
| Чоловіча | До 77 кг  | Lopez Lopez Yeison           | Колумбія | 351             | 160   | 191     |
| Жіноча   | До 48 кг  | Zhao Jinhong                 | КНР      | 175             | 80    | 95      |